# Libnotes subfasciatula
Libnotes subfasciatula là một loài ruồi trong họ Limoniidae. Chúng phân bố ở miền Australasia.